# Piet Zwart
Piet Zwart (Zaandijk, 28 mei 1885 – Wassenaar, 24 september 1977) was een Nederlandse fotograaf, typograaf en industrieel vormgever. Samen met Paul Schuitema en Gerrit Kiljan behoorde hij tot de grondleggers van de Nieuwe Typografie en Nieuwe Fotografie in Nederland.

## Biografie
Piet Zwart werd geboren op 28 mei 1885 in Zaandijk (Noord-Holland) als Pieter Zwart, vernoemd naar zijn vader Pieter Zwart (1860-1938) en grootvader Pieter Zwart (1832-1910). Hij volgde een opleiding tot architect en begon pas als grafisch ontwerper op zijn zesendertigste. Zijn opleiding omvatte naast architectuur ook meubel- en interieurontwerpen. Hij was beïnvloed door De Stijl, een beweging die zich richtte op de essentie van vorm, kleur en lijn, maar stapte later over op meer functionele ontwerpesthetiek. In de vroege jaren twintig ontving Zwart zijn eerste typografische opdrachten van Laga, een producent van vloerbedekking. Zwart had geen opleiding gevolgd voor grafische vormgeving of typografie of drukwerk, waardoor hij niet beperkt werd door de regels en methoden van het traditionele ontwerponderwijs. Zwart zag typografie als een belangrijke culturele kracht in de twintigste eeuw.

### Levensloop
Zwart volgde zijn opleiding aan de Rijksschool voor Kunstnijverheid Amsterdam, later gefuseerd met de Amsterdamse Hogeschool voor de Kunsten, van 1902 tot 1907. Hij bestudeerde diverse kunstvormen, waaronder schilderkunst en architectuur, en kwam in aanraking met de principes van de Engelse Arts and Crafts beweging.
 Aanvankelijk hield Zwart zich bezig met het ontwerpen van stoere, eenvoudige, houten meubelen, gevolgd door ontwerpen voor woninginterieurs, en stoffen en behang. Ook onder kinderkleding, theemutsen en geborduurde kleden waren ontwerpen van zijn hand. Nadat hij kennis had genomen van de vernieuwende ideeën van de Avant-garde, richtte hij zich op vernieuwing en een sobere, functionele stijl.

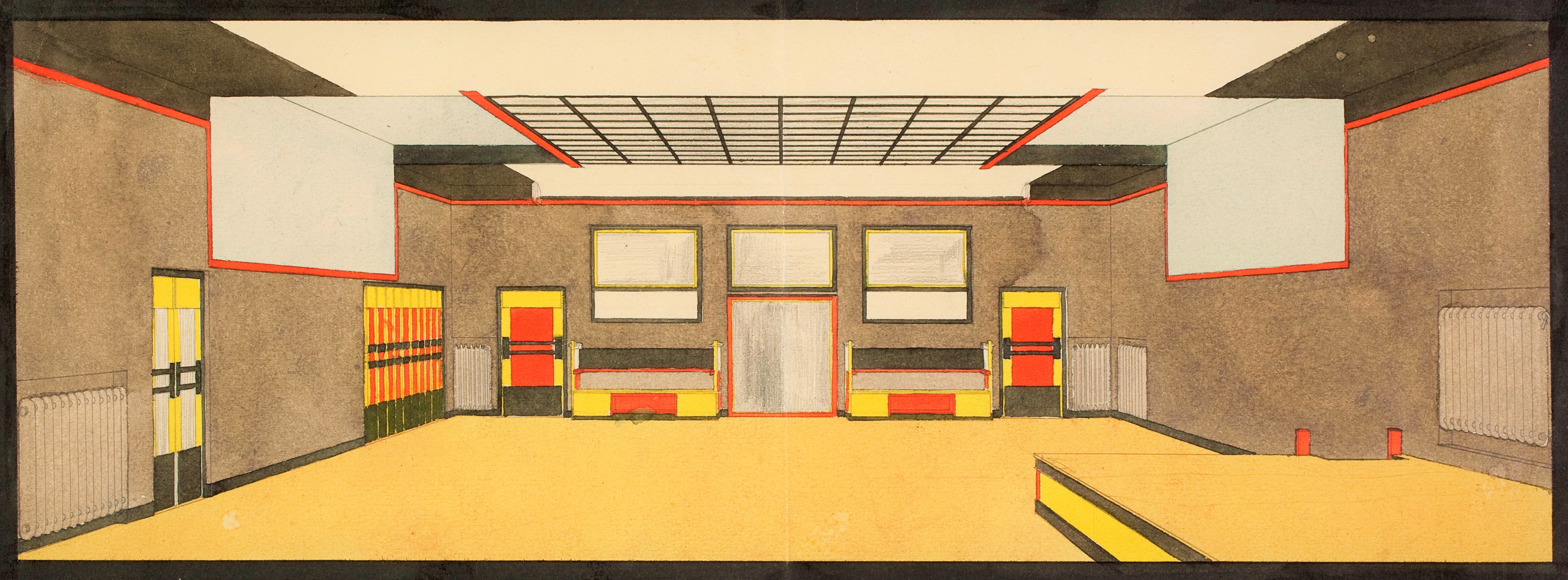
Dansinstituut Guillard-Jorissen in Den Haag, Jan Wils en Piet Zwart, 1920

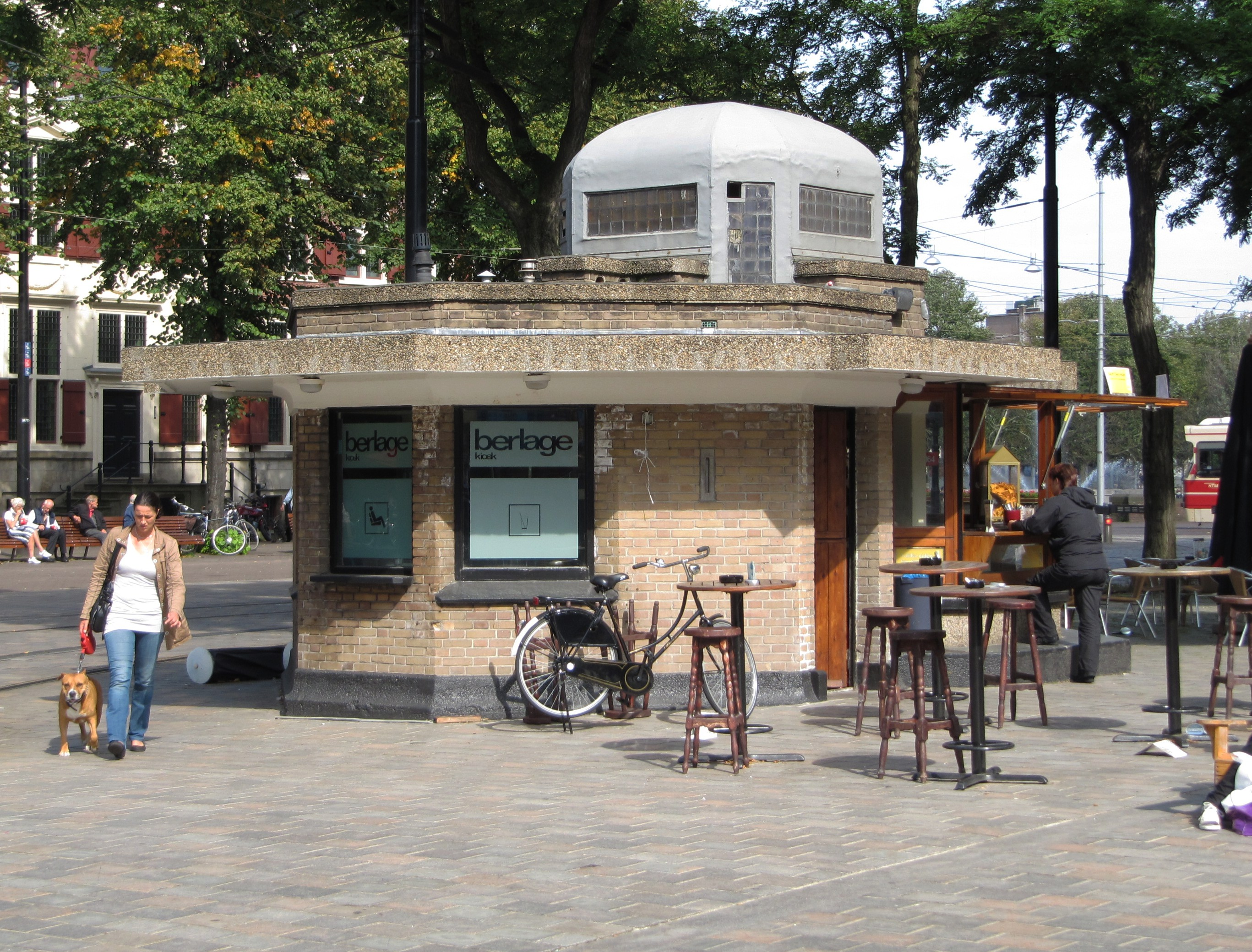
'Berlage-kiosk' in Den Haag, 1925

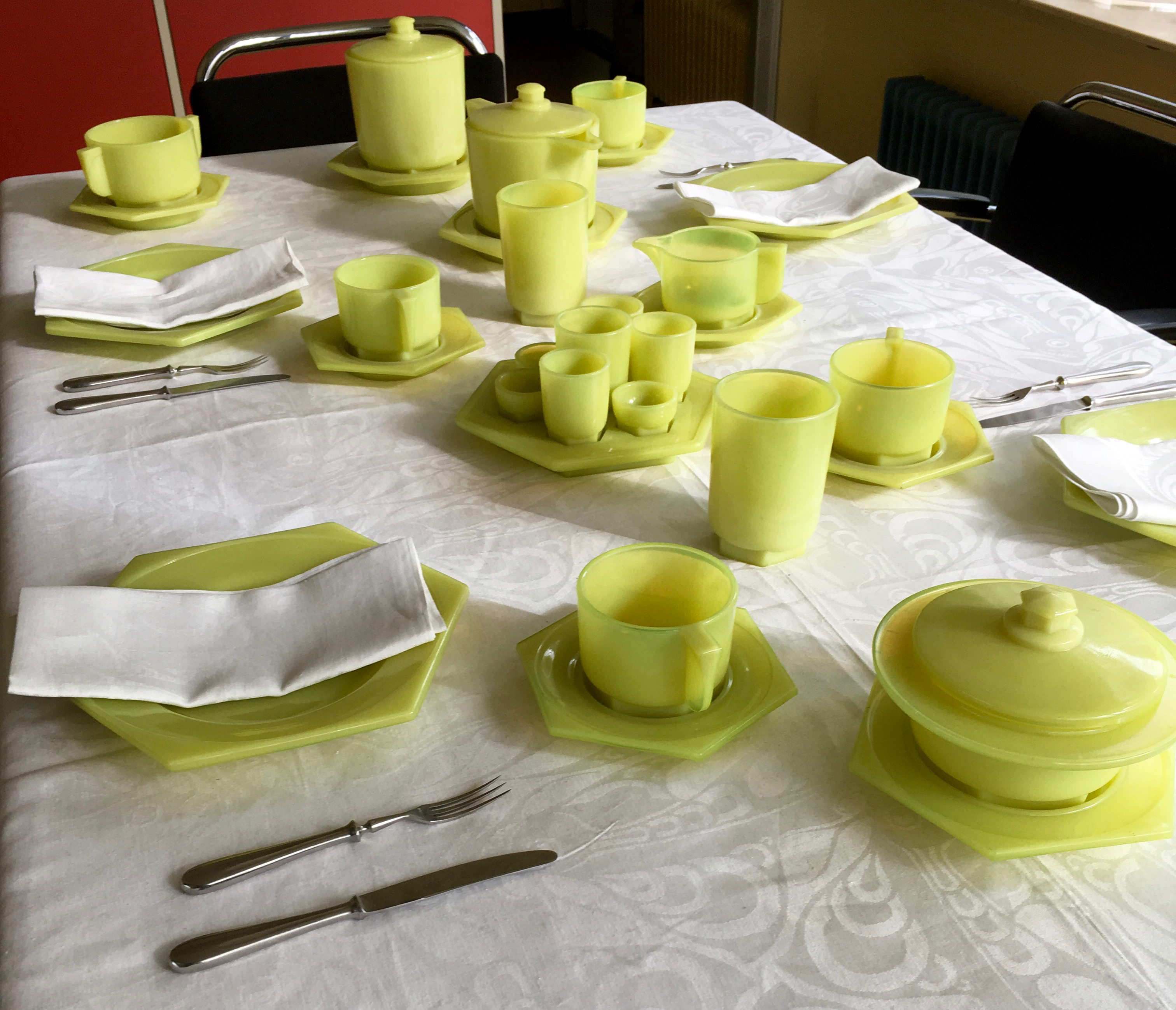
Ontbijtservies van persglas, H.P. Berlage en Piet Zwart, 1924-27 (in Huis Sonneveld in Rotterdam)

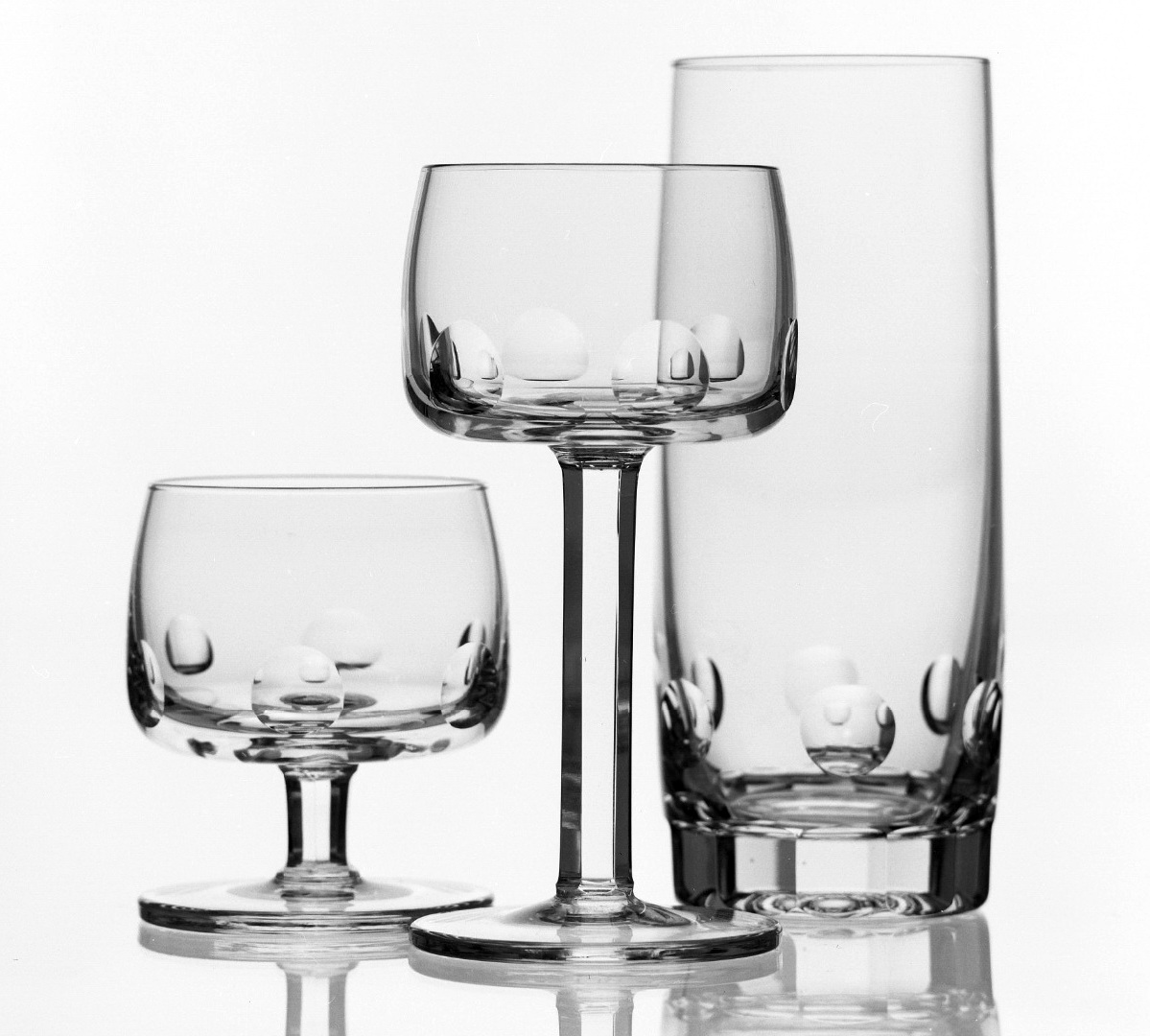
Glasservies voor Kristalunie, 1928-29 (Nationaal Glasmuseum, Leerdam)

Vanaf 1908 doceerde hij tekenen en kunstgeschiedenis aan de Industrie- en Huishoudschool voor Meisjes in Leeuwarden. In 1913 verhuisde hij naar Voorburg, waar hij in contact kwam met de architect Jan Wils en de uit Hongarije afkomstige schilder Vilmos Huszár. Van 1913 tot 1914 hervatte hij zijn studie aan de Technische Hoogeschool Delft.
Zwart werd vervolgens voor twee jaar tekenaar bij Wils en werkte mee aan een aantal van Wils' belangrijke vroege bouwprojecten. Ook werkten Zwart en Huszár samen, waarbij de laatste de kleuren voor z'n rekening nam. Hij trad in 1919 als tekenaar/ontwerper bij Wils in dienst en ontwierp voor hem 'de oplossing van het bouwwerk in kleur' voor het Haagse dansinstituut Guillard-Jorissen, en tekeningen voor het Haagse Papaverhof. 
 Voor Wils' belangrijkste opdrachtgever, de firma Bruynzeel, ontwierp Zwart, in samenwerking met Vilmos Huszár, enkele interieurs.
Vanaf 1919, terwijl hij werkzaam was als onafhankelijk ontwerper, doceerde hij aan de Rotterdamse Academie van Beeldende Kunsten, tegenwoordig de Willem de Kooning Academie. Hij werd in 1933 ontslagen omdat men vond dat hij er te radicale ideeën over het onderwijs nahield. Zwarts ideeën kwamen overeen met die van het Bauhaus in Duitsland, waar hij in 1929 een serie van gastcolleges gaf.
In 1921 trad Zwart in dienst van het Voorburgse bureau van Berlage. Hij werd assistent en eerste tekenaar. Een van zijn eerste opdrachten was een servies van persglas voor mevrouw Helene Kröller-Müller van Jachthuis Sint-Hubertus, in basis door Berlage ontworpen, maar die gaf het door de complexiteit van het productieproces aan Piet Zwart uit handen. Zwart gaf het verder vorm om het productierijp te maken.
Na zijn vertrek bij Wils in 1922 bleef hij voor Bruynzeel werken en ontwierp in de jaren 30 de bekende Bruynzeelkeuken (zie verderop).
Bij Berlage ontwierp hij rond 1925 lantaarnpalen voor de gemeente Den Haag, die tegenwoordig nog bekend zijn als Berlage-lantaarnpalen (zie Trivia) en nog in grote aantallen in Den Haag te vinden zijn. 
In 1925 ontwierp hij een kiosk op het Buitenhof in Den Haag, voor kranten en bloemen met in de kelder een damestoilet. Thans dient het gebouwtje als koffie corner. De kiosk maakte deel uit van het gehele (her)ontwerp door Berlage van het Buitenhof, inclusief twee banken, lantaarns en een ondergronds herentoilet. 
Voorts ontwierp hij, eveneens in Den Haag, voor de The First Church of Christ Scientist het orgel, de preekstoel, kerkbanken en een buitenwand uit blokken persglas voor de toetreding van extra daglicht.
Voor de bungalow Stormhoek van Cornelis Bruynzeel jr. ontwierp Zwart begin jaren '20 de meubelen, en ontwierp hij de inrichting van de kajuit van Bruynzeels oceaan-racer De Zeearend.
In 1930 werd Piet Zwart gevraagd "Het boek van PTT" vorm te geven. Dit boek had als doel Nederlandse kinderen te leren de Nederlandse postdienst te gebruiken. Zwart wilde met dit boek de nieuwsgierigheid van de kinderen prikkelen en hun zelfredzaamheid te vergroten. Het boek moest helder gekleurd en spannend zijn. Zwart creëerde twee hoofdpersonen voor dit boek : 'De Post' en 'J. Zelf', in de vorm van uit te knippen poppen, die hij samenstelde uit eigen foto's, bijgewerkt met krijt, inkt en kleurpotlood. Aanvankelijk gebruikte hij meerdere fonts van verschillende afmetingen en dikte. Hij werd geassisteerd bij de samenstelling van dit boek door Dick Elffers. Het boek werd uiteindelijk in 1938 gepubliceerd en later in facsimile in 1985 opnieuw uitgegeven.
In 1942, tijdens de Tweede Wereldoorlog, werd Zwart gearresteerd en tezamen met 800 andere prominente Nederlanders door nazi-Duitsland als gijzelaar vastgehouden in kamp Haaren, tot het einde van de oorlog in 1945. Hij pakte daarna zijn carrière weer op en richtte zich vanaf dat moment vooral op industrieel ontwerpen.
Piet Zwart overleed in 1977, op een leeftijd van 92 jaar. Het Piet Zwart Instituut van de Willem de Kooning Academie in Rotterdam is naar hem genoemd.

## Stijl

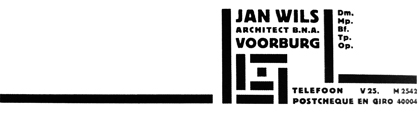
Briefhoofd voor Jan Wils (1921)

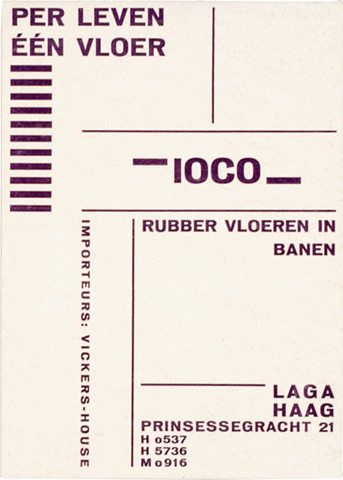
Advertentie voor Laga (1922)

Zwart geldt als pionier van de moderne typografie. Hij is bekend vanwege zijn werk voor de Nederlandse Kabelfabriek Delft en de Nederlandse PTT. Hij hield zich niet aan de traditionele regels van de typografie, maar paste in zijn commerciële werk de principes van het het constructivisme en De Stijl toe. Zijn werk kenmerkt zich door het gebruik van primaire kleuren, geometrische vormen, herhaalde woordpatronen en het vroege gebruik van fotomontage.
Het commerciële drukwerk van Piet Zwart is beïnvloed door het Constructivisme, de Dada en De Stijl, met speelse toevoegingen. In de jaren twintig begon hij te werken voor de Nederlandsche Kabelfabriek in Delft. Hiervoor experimenteerde hij met letters in onderkast en bovenkast, lijnen, cirkels en vlakken en de vrije compositie van letters. Later stapte hij over naar de binnenhuisarchitectuur en industriële meubelontwerpen. Zwart noemde zichzelf een 'typotect'; deels typograaf, deels architect.

## Carrière grafisch werk
Piet Zwart is vooral bekend vanwege zijn grafisch werk. In 1920 kreeg hij een opdracht van de vloerenleverancier Vickers House. Hij maakte voor dit bedrijf diverse advertenties.
In 1923 introduceerde Berlage hem bij de manager van de Nederlandsche Kabelfabriek (NKF) in Delft. Hij had al eerder geëxperimenteerd met typografie in de vroege jaren twintig, maar tijdens zijn werk voor de NFK realiseerde hij zich hoe weinig hij afwist van het drukkersvak; hij wist bijvoorbeeld niet het verschil tussen letters in onderkast en bovenkast. Een 18-jarige assistent van de NFK bracht hem de eerste beginselen van het drukkersvak bij. In tien jaar tijd maakt hij 275 ontwerpen voor de NKF, vrijwel alleen maar typografisch werk. Hij experimenteerde met kleine en grote letters, cirkels en rechthoek, herhaling en alliteratie. In 1933 nam hij ontslag om zich verder te gaan ontwikkelen.
In 1931 verzorgde Piet Zwart in opdracht van Frits Kerdijk de letterproef voor de N.V. Drukkerij Trio te 's-Gravenhage

### Fotografie
Zwart begon in 1926 met het gebruik van foto's voor zijn composities. Aanvankelijk werkte hij samen met commerciële fotografen en probeerde een balans te creëren tussen tweedimensionale type en driedimensionaal beeld. De foto's die hij gebruikte hebben een grote contrastwerking, zijn veelal in negatief en zijn bedrukt met gekleurde inkt, gevat in geometrische vormen. In 1928 kocht Zwart zijn eigen camera en leerde zichzelf fotografische technieken. Zwarts waardering voor herhaling, structuur, lijnen en vlakken en evenwicht zijn ook in zijn foto's te onderscheiden. Zwart experimenteerde met fotografie voor zijn NFK-catalogus, waarvoor hij close-ups maakte van elektriciteitskabels.

### Postzegels 1931

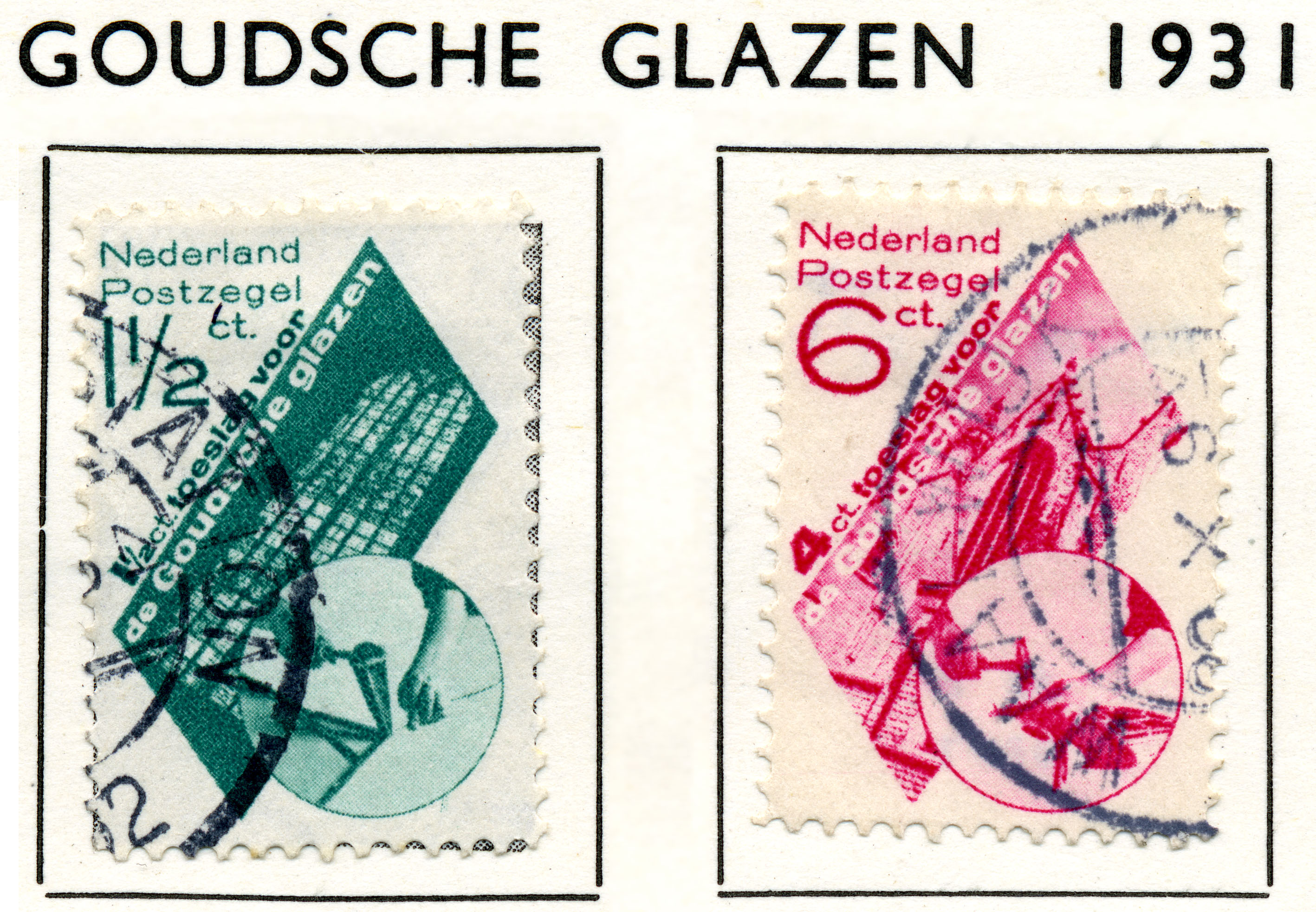
Postzegels met de Goudse Glazen, 1931
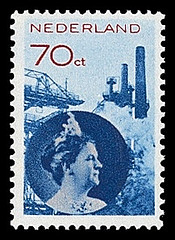
Wilhelmina–postzegel
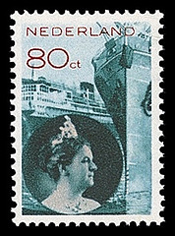
Wilhelmina–postzegel
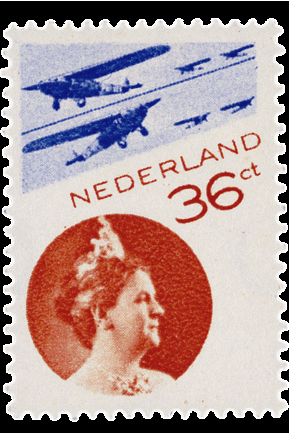
Ontwerp Wilhelmina–postzegel

### Ring Neuer Werbegestalter
Zwart was lid van de Ring neuer Werbegestalter, een avant-garde groep van ontwerpers van advertenties.

### Industriële ontwerpen
In het Nederland van voor de Tweede Wereldoorlog groeide het ontwerpersvak sterk, wat vroeg om nieuwe oplossingen voor functionele problemen.
In 1930 werd Zwart in dienst genomen door Bruynzeel, een producent van houtproducten. Aanvankelijk ontwierp hij alleen de kalenders, maar hij werd beroemd met zijn ontwerp van de modulaire keuken voor Bruynzeel uit 1937, een eerste ontwerp voor massaproductie.

## Waarderingen
Hij ontving in 1959 de Quellinusprijs voor typografisch werk, in 1964 de David Röellprijs en in 1966 de Honorary Distinction of Royal Designer for Industry. Tijdens de nieuwjaarsreceptie van 1999 riep de Beroepsorganisatie Nederlandse Ontwerpers (BNO) hem uit tot "dé Nederlandse ontwerper van de 20ste eeuw". 
Zijn werk wordt inmiddels verzameld door musea in binnen- en buitenland. In december 2006 werden enkele van zijn straatbanken opgenomen in de collectie van het Gemeentemuseum Den Haag. Als eerbetoon aan zijn veelzijdig, hoogwaardig en pionierend oeuvre is de BNO Piet Zwart Prijs in het leven geroepen.

## Overzicht van enkele ontwerpen van Piet Zwart[22]
- Inklapbare strijkplank
- Prefab-bouw
- Meubelontwerpen
- Woonschuit
- Plattegronden
- Houten stoelen (1911/1913)
- Borduurwerkpatronen (1915/1917)
- Middenstandswoningbouw Papaverhof (Laan van Meerdervoort, Den Haag) (1919/1922)
- Celluloid strooibussen (1921/1922)
- Drinkservies (1927/1928)
- Drukwerk en reclame PTT (1931)
- Geperforeerde fineerdeuren (1933/1934)
- Winkel met toonzaal (Bruynzeel - Jansbinnensingel 6, Arnhem) (1934)
- Meubilair (1943/1948)
- Vakantiehuisje (1950)
- Medische Post (1958/1959))
- Montagewoningen (1960)

## Werk in openbare collecties (selectie)
- Rijksmuseum Amsterdam[23]
- Nederlands Fotomuseum

## Publicaties & films (selectie)
- Fotomontage op postzegelformaat. De Koninginnezegels van Piet Zwart, Mathieu Lommen; Uitgeverij Studio 3005, Bleiswijk, 2013. Geen ISBN
- Piet Zwart 1885 - 1977, Kees Broos; Uitgeverij Van Gennep, Amsterdam, 1982; ISBN 9060125444.
- Piet Zwart 1885 - 1977, Kees Broos; Focus Publishing, Amsterdam, 1997; ISBN 90-72216-92-X
- Grafische Vormgeving in Nederland, Kees Broos; Uitgeverij L.J. Veen, Amsterdam, 1993. ISBN 9025404049.
- Piet Zwart: The Typographical Work 1923 - 1933. Piet Zwart: L'Opera Tipographica 1923 - 1933, Bruno Monguzzi; Rassegna, nummer 30 (1987).
- Piet Zwart (1885-1977). Vormingenieur, Yvonne Brentjens; Uitgeverij Waanders, Zwolle, 2008; ISBN 978-90-400-8462-1
- Bruynzeel's Fabrieken Zaandam. Tekst: C. Bruynzeel, fotografie: Piet Zwart, lay-out: Vilmos Huszar Zaandam / 1931 / 72 p. 119 zwart/wit foto’s, interieuropnamen, bedrijfsreportage / productieproces, houtvoorraad, halffabricaten en toepassing van hout in woningbouw, musea en oceaanlijners. - 49 kleur ill. / beeldmerk, kleurvlakken / aardbol en het patroon van een parketvloer. -Opdrachtgever: C. Bruynzeel & Zonen's Vloerenfabriek, Schaverij, Zagerij en Houthandel (10-jarig bestaan).
- Alles Moet Nieuw - Piet Zwart, Sherman De Jesus; Documentaire AVRO Close-up, 16 okt. 2012, Memphis Film & Television.

## Trivia
Piet Zwart was er zeer verbolgen over dat zijn ontwerp de naam "Berlage-Lantaarn" kreeg. De opdracht voor dit ontwerp kwam van gemeente Den Haag. Zwart, in dienst van het architectenbureau Berlage, voerde die opdracht met een eigen ontwerp uit. In die tijd was het zo, dat de architect tekende voor de afhandeling van de opdracht en kreeg die dus op zijn naam te staan. Nadat Berlage dit aan Zwart had uitgelegd en het probleem voor Zwart ervan inzag, stapten beiden naar de gemeente Den Haag om de zaak te bespreken en recht te trekken door de naam van Zwart onder het ontwerp te vermelden. Door starheid van de ambtenaren bleef de gemeente vasthouden aan de naam Berlage, waardoor de typisch Haagse straatlantaarn nog steeds "Berlage-Lantaarn" heet.